# William Healey Dall
William Healey Dall (Boston, Massachusetts, 21 d'agost de 1845 - 27 de març de 1927) va ser un naturalista estatunidenc, un destacat malacòleg i un dels primers científics a explorar l'interior d'Alaska. Va descriure nombroses espècies de mol·luscs procedents del nord-oest del Pacífic d'Amèrica i durant molt anys va ser una autoritat destacada en l'estudi de la vida i els fòssils dels mol·luscs.Dall també va fer importants contribucions a camps com l'ornitologia, la zoologia de vertebrats i invertebrats, l'antropologia, l'oceanografia i la paleontologia. A banda, va dur a terme observacions meteorològiques a Alaska per a la Smithsonian Institution.

## Joventut
Dall va néixer a Boston, Massachusetts. El 1855 el seu pare, Charles Henry Appleton Dall, (1816-1886), que era ministre unitari es traslladà a l'Índia per exercir com a missioner, però no així la seva família, que es quedà a Massachusetts, on la seva mare Caroline Wells Healey era mestra, transcendentalista, reformadora i pionera feminista.
El 1862, en una de les poques visites a casa, el seu pare el va posar en contacte amb alguns naturalistes de la Universitat Harvard, on havia estudiat, i el 1863, quan Dall es graduà de secundària s'interessà enormement en els mol·luscs. El 1863 es convertí en deixeble de Louis Agassiz del Museu d'anatomia comparada de Harvard, en la branca de ciències naturals. Agassiz animà a Dall en el camp de la malacologia, un camp aleshores encara inexplorat. També estudià anatomia i medicina sota la tutela de Jeffries Wyman i el Dr. Daniel Brainerd.

## Primeres feines, primeres expedicions
Dall aconseguí feina a Chicago, on va conèixer el conegut naturalista Robert Kennicott (1835-66) al museu de l'Acadèmia de Ciències de Chicago. El 1865 la Western Union va organitzar una expedició de cara a trobar una possible ruta per a una línia de telègraf entre Amèrica del Nord i Rússia a través del mar de Bering. Kennicott va ser escollit el científic d'aquesta expedició, i amb la influència de Spencer Fullerton Baird, de la Smithsonian Institution, va agafar a Dall com a assistent per la seva experiència en invertebrats i peixos. A bord del clíper Nightingale, sota el comandament del balener i naturalista Charles Melville Scammon (1825-1911), Dall va explorar la costa de Sibèria, amb la primera de les nombroses parades a Alaska, encara territori en poder dels russos. La població de Scammon Bay va ser nomenada en record a Charles Scammon.
El 1866 Dall continuà la seva expedició per Sibèria. En una parada a St. Michael va ser informat que Kennicott havia mort d'un atac de cor el 13 de maig de 1866, mentre explorava una possible via telegràfica seguint el curs del riu Yukon. Emprant els treballs finalitzats de Kennicott sobre el riu Yukon, Dall hi passà l'hivern. Degut a la cancel·lació de la seva pròpia expedició hagué de continuar amb aquest treball pel seu propi compte fins a la tardor de 1868. Mentrestant, el 1867, els Estats Units compraren Alaska a Rússia per 7,2 milions de dòlars. Aquesta era una terra desconeguda, amb una flora i una fauna pendents de ser descrites, tasca en la qual Dall va destacar.
De tornada al Smithsonian, a Washington, començà a catalogar els milers d'exemplars que havia recollit durant l'expedició. El 1870 publicà el relat dels seus primers viatges a Alaska and Its Resources, en què descriu el riu Yukon, la geografia i recursos d'Alaska, així com els seus habitants. Aquell mateix 1870 Dall va ser nomenat Auxiliar Interí de la U.S. Coast Survey, anomenat U.S. Coast and Geodetic Survey a partir de 1878.
Dall participà en diverses missions de reconeixement a Alaska entre el 1871 i el 1874. La seva missió oficial era inspeccionar la costa d'Alaska, però tingué l'oportunitat d'adquirir mostres físiques, que recollí en gran quantitat. Entre 1871 i 1872 explorà les illes Aleutianes. El 1874, a bord de la goleta Yukon del Coast and Geodetic Survey, va fondejar a la badia Lituya, que en comparació amb la vall de Yosemite (Califòrnia), havia conservat les seves glaceres.
Envià la seva col·lecció de mol·luscs, equinoderms i fòssils a Louis Agassiz del Museu de Zoologia Comparada; les plantes foren enviades a Asa Gray a Harvard; diversos materials arqueològics i etnològics anaren a parar al Smithsonian. Entre 1877 i 1878 va estar associat amb les expedicions Blake per tota la costa est dels Estats Units. Les principals publicacions sobre les Expedicions Blake foren publicades al Butlletí del Museu de Zoologia Comparada de Harvard.

## De 1880 en endavant
Dall es casà amb Annette Whitney el 1880 i el seu viatge de noces fou a Alaska. Després d'arribar a Sitka la seva muller va tornar cap a la seva casa de Washington. A Alaska Dall va iniciar la seva darrera expedició a bord de la goleta Yukon, en la qual l'acompanyà, entre d'altres, l'ictiòleg Tarleton Hoffman Bean.
El 1884 Dall deixà el US Coast and Geodetic Survey, després d'haver escrit més de quatre-cents articles i el 1885 es traslladà al recentment creat Servei Geològic dels Estats Units, on va obtenir una plaça com a paleontòleg. Va ser assignat al Museu Nacional dels Estats Units com a conservador honorari de paleontologia d'invertebrats, estudiant espècies de mol·luscs actuals i fòssils. Ocupà aquesta plaça fins a la seva mort.
Com a part de la seva feina pel Servei Geològic dels Estats Units Dall va fer nombrosos viatges per estudiar la geologia i els fòssils al Nord-oest (1890, 1892, 1895, 1897, 1901 i 1910), a Florida (1891) i Georgia (1893).
El 1899, junt amb un equip de científics entre els quals hi havia el glaciòleg John Muir, participà en l'Expedició Harriman a Alaska, a bord del S.S. Elder George W., tot resseguint els fiords de la costa d'Alaska, les illes Aleutianes i l'estret de Bering., en què van descriure molts gèneres i espècies noves. Dall era l'expert indiscutible en Alaska i els científics a bord quedaren sovint sorpresos per la seva erudició, tant en biologia com en el respecte a les cultures dels pobles natius d'Alaska. Les seves contribucions als informes de l'Expedició Harriman a Alaska inclouen el capítol Descripció i exploració d'Alaska, i el volum 13, Mol·luscs de terra i d'aigua dolça.
Passà dos mesos als Bishop Museum de Hawaii on va examinar la seva col·lecció de petxines.
Lituya, que en comparació amb la vall de Yosemite (Califòrnia), havia conservat les seves glaceres.
Envià la seva col·lecció de mol·luscs, equinoderms i fòssils a Louis Agassiz del Museu de Zoologia Comparada; les plantes foren enviades a Asa Gray a Harvard; diversos materials arqueològics i etnològics anaren a parar al Smithsonian. Entre 1877 i 1878 va estar associat amb les expedicions Blake per tota la costa est dels Estats Units. Les principals publicacions sobre les Expedicions Blake foren publicades al Butlletí del Museu de Zoologia Comparada de Harvard.

## Societats i honors
Fou escollit membre de la major part de societats científiques dels Estats Units, sots-president de l'Acadèmia Americana de les Arts i les Ciències (AAAS) (1882, 1885), un dels fundadors de la National Geographic Society i la Societat Filosòfica de Washington. El 1897 fou escollit membre de l'Acadèmia Nacional de Ciències dels Estats Units.
El 1879, una petita illa de l'arxipèlag Alexander va ser reanomenada illa Dall en honor seu. Així mateix, el mont Dall, un cim de 2.560 m de la serralada d'Alaska, dins l'actual Parc i Reserva Nacionals de Denali, va rebre el nom en honor seu el 1902.

## Generes i espècies anomenats en el seu honor
Braquiòpodes:
- Dallina Beecher, 1895

Mol·luscs:
- Conus dalli Stearns, 1873
- Dalliella Cossman, 1895
- Haliotis dalli Henderson, 1915
- Rissoina dalli Bartsch, 1915
- Caecum dalli Bartsch, 1920
- Notoplax dalli Is. & Iw. Taki, 1929
- Knefastia dalli Bartsch, 1944
- Cirsotrema dalli Rehder, 1945
- Hanleya dalli Kaas, 1957
- Propeamussium dalli E.A. Smith, 1886

Mamífers: 
- Mufló de Dall, Ovis dalli Nelson, 1884
- Marsopa de Dall, Phocoenoides dalli F. True 1885
- Ós bru de Dall Ursus arctos Dalli  C.H. Merriam 1896.[4]